# Teclea
Teclea es un género con 59 especies de plantas de flores perteneciente a la familia Rutaceae. 

## Especies seleccionadas
- Teclea acuminata
- Teclea afzelii
- Teclea amaniensis
- Teclea angustialata
- Teclea bachmannii
- Teclea boiviniana
- Teclea borenensis

## Sinónimo
- Comoroa